# Márton Attila (fizikus)
Márton Attila (Lövéte, 1937. szeptember 3. –) erdélyi magyar fizikus, fizikai szakíró.

## Életútja, munkássága
Középiskolát Székelyudvarhelyen végzett (1956), a kolozsvári Babeş-Bolyai Egyetem fizika-kémia szakán nyert tanári képesítést (1964). Pályáját a gyalui líceumban kezdte (1964–74), majd a kolozsvári 2. számú Ipari Líceumban tanít. A légpárna alkalmazásának kérdésével foglalkozik. Első közleménye e kérdésről a Revista de Fizică şi Chimie című szaklapban jelent meg (1978/1), a légpárnás ferde ingáról szól finn nyelvű közlése a Matemaatisten Aineiden Aukakauskirja (Helsinki, 1981/45) hasábjain.

## Kötete
- A légpárna alkalmazása a fizikában (Antenna, Kolozsvár, 1982)